# Gondreville (Meurthe-et-Moselle)
Pour les articles homonymes, voir Gondreville.
Gondreville est une commune française de l'Est de la France, située en Meurthe-et-Moselle (Grand Est), dans l'arrondissement de Toul.

## Géographie
Gondreville est une petite ville, située à 5 km à l'est de Toul et à 17 km à l'ouest de Nancy (8 km de Laxou, entrée de l'agglomération nancéienne). La commune est bien desservie par la D 400 - D 90 (ancienne route de Toul à Nancy, autrefois "Chemin de la Poste") et l'autoroute A31 qui coupe son territoire en deux parties en suivant une isoplèthe d’altitude à 220 m d'altitude. Des liaisons routières plus modestes la relient à Dommartin, Fontenoy-sur-Moselle, Villey-Saint-Etienne et Villey-le-Sec.
À l'est de la ville se trouve la forêt de Haye, au nord le bois de Villey-Saint-Étienne, au-delà de la vallée de la Moselle, et au sud de nombreux champs cultivables. D'après les données Corinne land Cover (CLC), le ban communal comporte près de 40 % de forêts (à l'est, zonage cadastral OD), et plus de 40 % de zones agricoles et terres arables (zonages Z). Le vieux bourg occupe un léger promontoire ou éperon orienté au nord face à la rivière.
Plusieurs établissements agricoles (fermes) très anciennement mentionnés prennent place dans l'arrière-ban (Charmois, Fays), mais également un moulin au moins sur la rivière, dans le centre ancien.
La commune n'est arrosée que par la rivière Moselle mais sur près de 5 km de long à une altitude moyenne de 190 m, toutefois des ruisseaux intermittents sont signalés sur les cartes et dont les sources se situent en haut de petits vallons (Fond de la Houdiotte, Fond de la Core, les Saules, les Loups).
Les positions dominantes du territoire communal ont été utilisées pour la construction du dernier ouvrage dans la place forte de Toul selon les préceptes de Séré de Rivières.
Le territoire est traversé par la Moselle canalisée et l'emprise du canal de la Marne au Rhin, déclassé et remblayé au profit du plus grand canal à grand gabarit.
La commune est la 2e en population, derrière Liverdun, dans le canton de Nord-Toulois qui remplace l'ancien Toul-Nord depuis 2015.

### Communes limitrophes
| Villey-Saint-Etienne | Fontenoy-sur-Moselle | Velaine-en-Haye  |
| Toul                 | Gondreville          | Maron            |
| Dommartin-lès-Toul   | Villey-le-Sec        | Sexey-aux-Forges |

### Hydrographie
La commune est dans le bassin versant du Rhin, au sein du bassin Rhin-Meuse. Elle est drainée par la Moselle et la Moselle canalisée,.
La Moselle, d'une longueur totale de 560 kilomètres dont 314 kilomètres en France, prend sa source dans le massif des Vosges au col de Bussang et se jette dans le Rhin à Coblence en Allemagne. Les caractéristiques hydrologiques de la Moselle sont données par la station hydrologique située sur la commune de Toul. Le débit moyen mensuel est de 62,3 m3/s. Le débit moyen journalier maximum est de 1 110 m3/s, atteint lors de la crue du 10 avril 1983. Le débit instantané maximal est quant à lui de 1 190 m3/s, atteint le même jour.
La Moselle canalisée est un canal, chenal non navigable de 135 km qui relie la commune de Dieulouard à celle de Kœnigsmacker où il se jette dans la Moselle. 

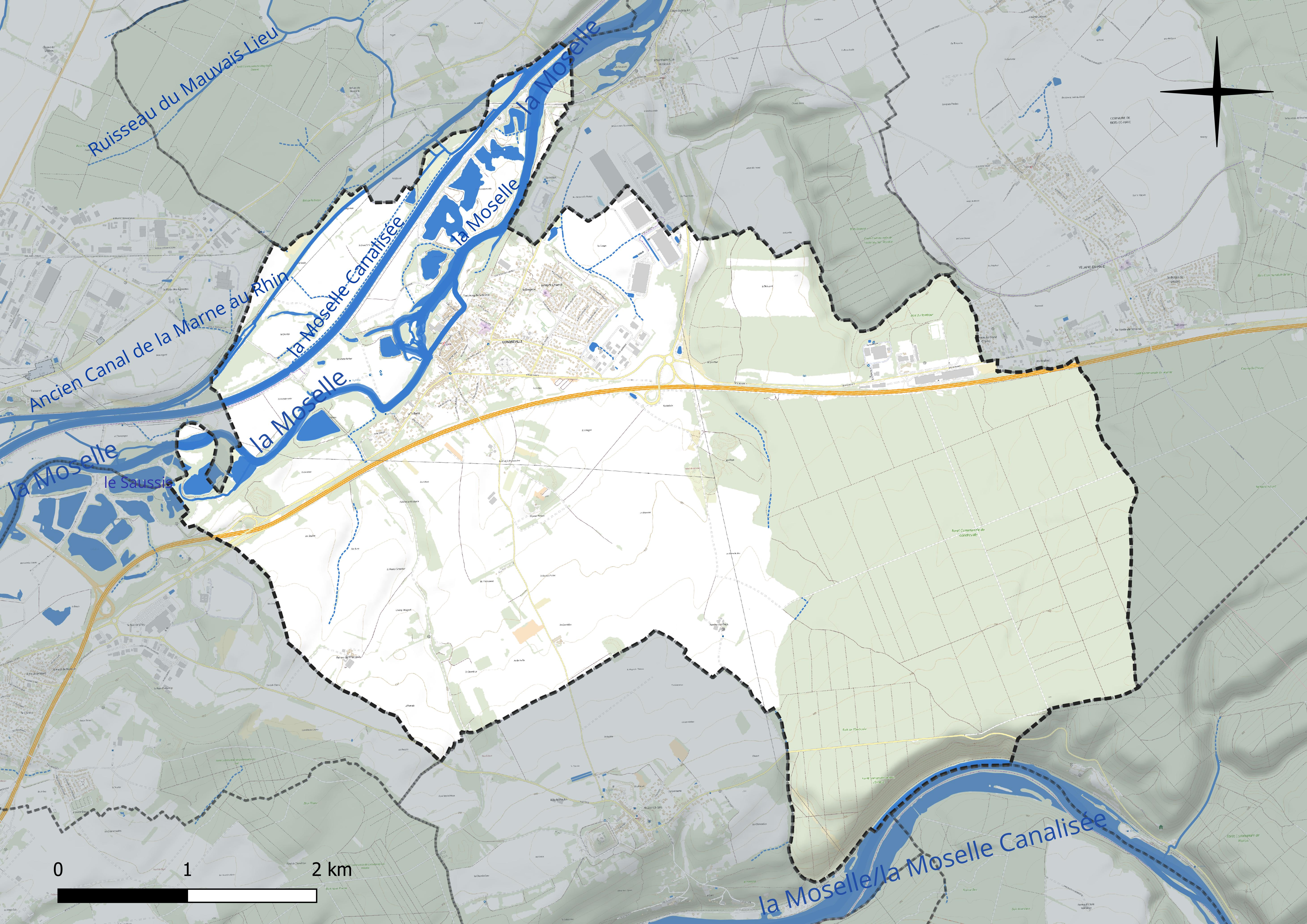
Réseau hydrographique de Gondreville.

### Climat
Pour des articles plus généraux, voir Climat du Grand Est et Climat de Meurthe-et-Moselle.
En 2010, le climat de la commune est de type climat des marges montargnardes, selon une étude du Centre national de la recherche scientifique s'appuyant sur une série de données couvrant la période 1971-2000. En 2020, Météo-France publie une typologie des climats de la France métropolitaine dans laquelle la commune est dans une zone de transition entre le climat océanique altéré et le climat semi-continental et est dans la région climatique Lorraine, plateau de Langres, Morvan, caractérisée par un hiver rude (1,5 °C), des vents modérés et des brouillards fréquents en automne et hiver. 
Pour la période 1971-2000, la température annuelle moyenne est de 9,7 °C, avec une amplitude thermique annuelle de 16,6 °C. Le cumul annuel moyen de précipitations est de 815 mm, avec 12,1 jours de précipitations en janvier et 9,3 jours en juillet. Pour la période 1991-2020, la température moyenne annuelle observée sur la station météorologique de Météo-France la plus proche, « Nancy-Ochey », sur la commune d'Ochey à 12 km à vol d'oiseau, est de 10,5 °C et le cumul annuel moyen de précipitations est de 810,4 mm. 
La température maximale relevée sur cette station est de 39,6 °C, atteinte le 25 juillet 2019 ; la température minimale est de −19,1 °C, atteinte le 12 janvier 1987,,. 
Les paramètres climatiques de la commune ont été estimés pour le milieu du siècle (2041-2070) selon différents scénarios d'émission de gaz à effet de serre à partir des nouvelles projections climatiques de référence DRIAS-2020. Ils sont consultables sur un site dédié publié par Météo-France en novembre 2022.

## Urbanisme

### Typologie
Au 1er janvier 2024, Gondreville est catégorisée bourg rural, selon la nouvelle grille communale de densité à sept niveaux définie par l'Insee en 2022.
Elle appartient à l'unité urbaine de Gondreville, une unité urbaine monocommunale constituant une ville isolée,. Par ailleurs la commune fait partie de l'aire d'attraction de Nancy, dont elle est une commune de la couronne,. Cette aire, qui regroupe 353 communes, est catégorisée dans les aires de 200 000 à moins de 700 000 habitants,.

### Occupation des sols
L'occupation des sols de la commune, telle qu'elle ressort de la base de données européenne d’occupation biophysique des sols Corine Land Cover (CLC), est marquée par l'importance des territoires agricoles (46,6 % en 2018), en diminution par rapport à 1990 (51,6 %). La répartition détaillée en 2018 est la suivante : forêts (37,8 %), terres arables (30,5 %), zones agricoles hétérogènes (11,9 %), zones urbanisées (6,2 %), prairies (4,3 %), eaux continentales (4,1 %), zones industrielles ou commerciales et réseaux de communication (3,6 %), milieux à végétation arbustive et/ou herbacée (1,6 %). L'évolution de l’occupation des sols de la commune et de ses infrastructures peut être observée sur les différentes représentations cartographiques du territoire : la carte de Cassini (XVIIIe siècle), la carte d'état-major (1820-1866) et les cartes ou photos aériennes de l'IGN pour la période actuelle (1950 à aujourd'hui).

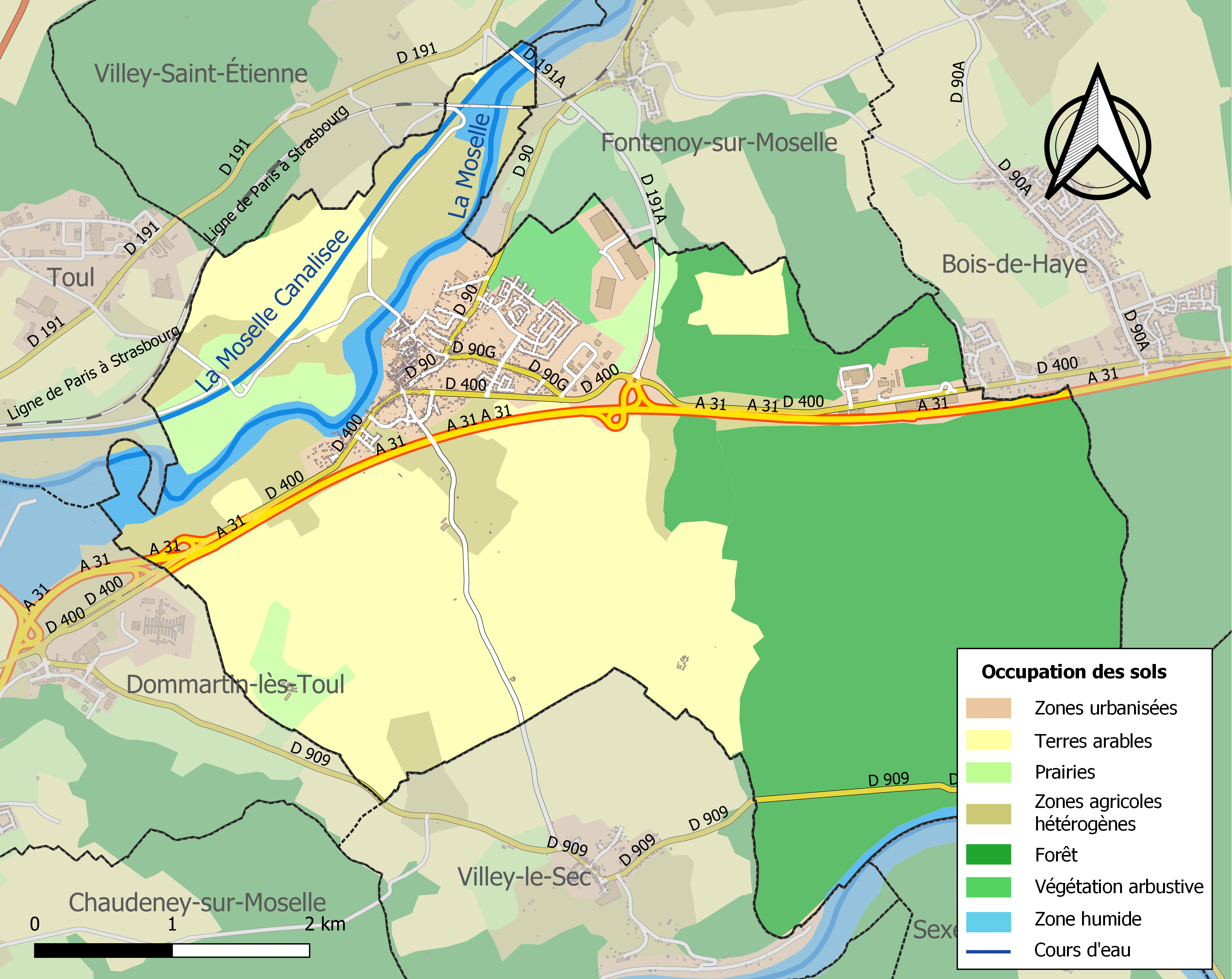
Carte des infrastructures et de l'occupation des sols de la commune en 2018 (CLC).

## Toponymie
Anciennes mentions : Gundulfi-villa villa regia in pago Tullensi (727), Palatium Gundumvillæ (première moitié du IXe siècle), Gondulphi villa (841), Villa-Gundolfi (880), In Gundulphi villa capella (885), Gondulfi villa (Xe siècle), Letardus de Gondalvilla (1159), Gundervilla (seconde moitié du XIIe siècle), Gondrevilla (1194), Gondrivilla (1196), Karolus de Gondorvile (1197), Gundrevilla (1213), Gundrivilla (1220), Gondolphi villa (1225), Gundrevila (1241), Apud Gonderville (1272), Gondravilla (1384), Contravilla (1513), Gondreville-sur-Mezelle (1525).
Le toponyme est formé de l'anthroponyme germanique Gundulf (au génitif) et du latin villa, littéralement « grand domaine de Gundulf », formation typique du haut Moyen Âge.
La micro-toponymie indique également la présence d'un ancien site de fabrication de chaux (Chaufour).

## Histoire
La présence humaine est attestée sur le territoire de la commune depuis le néolithique, notamment dans la grotte du Géant.

Témoignages de l’anthropisation du territoire de Gondreville
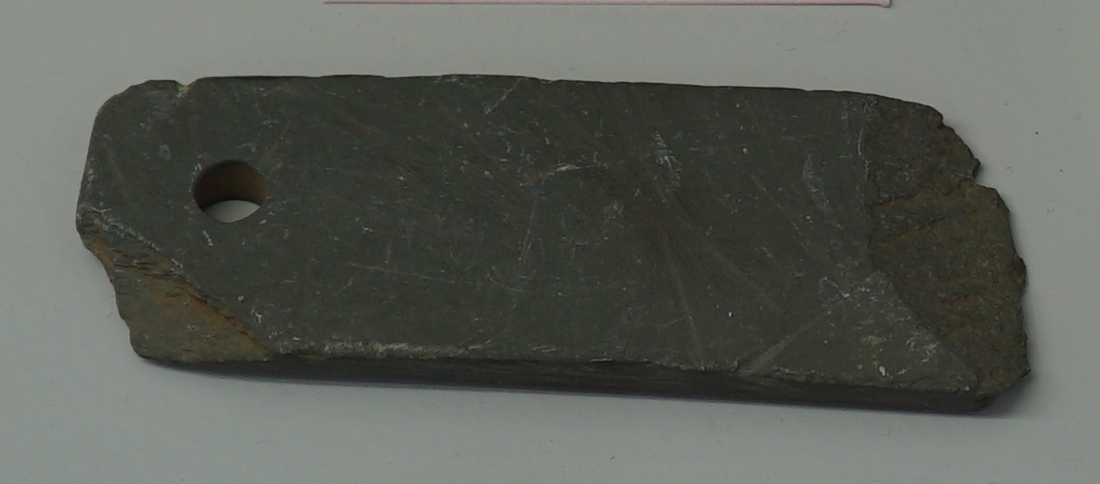
Aiguisoir
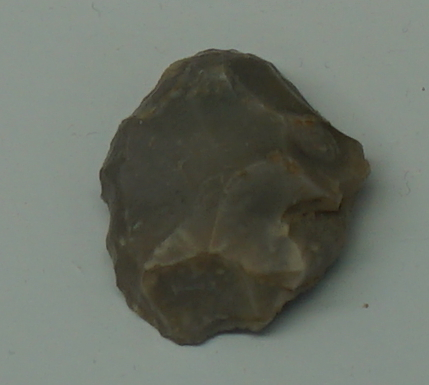
Grattoir

Le bourg de Gondreville est bien certainement l'une des plus anciennes localités du pays de Lorraine : d'après H. Lepage des documents authentiques attestent l'existence de cette localité dès le VIIe siècle, et établissent qu'il y avait un palais où résidèrent plusieurs rois francs.
Ainsi s'exprime J. Beaupré dans une courte notice de son répertoire archéologique au sujet de cette commune :
« En 1835, à la Croix Sainte-Anne, sur le chemin de Gondreville à Fontenoy, dans une gravière, on découvrit une vingtaine de sépultures où les squelettes reposaient dans des caissons en pierres sèches. Le mobilier funéraire, composé de bracelets, d'anneaux de jambes et de colliers de bronze, fut acquis par l'État et par M. Dufresne. Dans la direction du Sud, vers la limite des bans de Dommartin, Villey-le-Sec et Gondreville, il existe sur une vaste étendue des ruines de villas gallo-romaines. En face de la troisième borne kilométrique du côté de Toul on a recueilli beaucoup de débris. Dans la rivière, à 200 mètres environ en amont du pont, on voit des vestiges de piliers et de culées provenant d'un pont antique, détruit en 1232, sur lequel passait le Chemin Brabant venant de l'Est et allant vers Libdeau. »
Louis le Débonnaire y fit exécuter des travaux.
L'érudit Dom Calmet cite notamment, dans sa Notice de la Lorraine, que le roi Théodoric III y a donné une charte en faveur del'abbaye de Morbach en Alsace en 737 (ou 727), période où le nom de la commune est cité pour une des premières fois : Gundulfi-villa villa regia in pago Tullensi (727).
En 869, Lothaire étant mort sans enfant légitime, la Lotharingie fut disputée à Hugues, fils naturel de Lothaire et de Valvrave par Charles le Chauve. Hugues, vaincu, tomba entre les mains de son adversaire ; enfermé au château de Gondreville, il eut les yeux crevés par ordre de Charles.
Devenu maître d'une partie de la Lorraine, Charles réunit à Gondreville en 873 un concile, où les seigneurs et évêques lui jurèrent fidélité.
En 880, une entrevue eut lieu à Gondreville entre Louis III, Carloman et Charles de Germanie ; la récente conquête de Charles le Chauve y est abandonnée par ses fils à la Germanie. Gondreville fut racheté par l'évêque de Toul à Henri Ier de Germanie en 928.
Mais sa situation favorable sur la Moselle ne tarda pas à le faire convoiter par les ducs de Lorraine. Mathieu Ier (1154) s'en empara, répara le château, l'agrandit, fortifia la ville. Ce fut alors une position de première importance pour les ducs : la Moselle et la forêt de Haye opposaient déjà des obstacles naturels aux ennemis de l'ouest ; entre les deux et près de l'unique gué du pays, s'éleva la forteresse.
Cela ne pouvait satisfaire les évêques comtes de Toul pour qui la nouvelle cité devenait une menace. Le duc Mathieu, après avoir été excommunié par l'évêque Henri de Lorraine, son oncle, le fut ensuite par le pape. Il n'en conserve pas moins Gondreville, qui, depuis, dépendit uniquement des ducs de Lorraine. Toutefois Mathieu y céda le droit de pêche à l'abbaye de Saint-Epvre, pour le repas du jour de la fête du saint.
En 1176, Simon, fils de Mathieu, réunit à Gondreville une assemblée à laquelle il demanda appui contre sa mère Berthe de Souabe.
En 1207, le duc Ferry II soutint, au sujet de Gondreville et autres lieux, une guerre contre son beau-père, Thiébaut, comte de Bar ; Ferry vaincu dut promettre une indemnité de 2 000 marcs et laisser des otages. Karlon de Gondreville fut du nombre pour la somme de 100 marcs.
En 1231, à la suite d'une guerre entre les bourgeois de Metz et leur évêque, dans laquelle il était intervenu avec le comte de Bar, Mathieu II, duc de Lorraine, trahi par son allié est battu à Champigneulles et se réfugie à Gondreville.
Selon les historiens lorrains, à cette époque le pays était aussi peuplé qu'aujourd'hui. Gondreville avait un pont sur la Moselle.
En 1320, les nobles lorrains prirent les armes contre les bourgeois de Toul ; battus à Dieulouard, ils le furent de nouveau à Gondreville, malgré leur colère de n'avoir pu vaincre des vilains.
En 1402, le duc de Lorraine a un receveur à Gondreville.
Sous René II eut lieu la grande lutte contre Charles le Téméraire. La garnison de Gondreville abandonna la place avant d'avoir vu l'ennemi (1475) ; Nancy fut pris et Gondreville reçut une garnison de Bourguignons, de Picards et d'Anglais. Gratien d'Aguerre, Philibert de Brixey et Jean de Barche de Fontenoy faisaient des courses continuelles aux environs. La garnison voulant s'y opposer, reçut trois ou quatre « frottées » et voyant qu'elle ne recevait aucun secours, finit par se retirer à Nancy.
Cependant le duc de Bourgogne était battu en Suisse et Nancy repris par les Lorrains. Charles le Téméraire accourt et se présente devant Toul où il n'est pas reçu. Gondreville fait sans doute bonne contenance, puisque le duc est obligé de faire un détour par Dieulouard et de battre René II à Pont-à-Mousson avant d'arriver devant Nancy. Le duc de Lorraine confie Gondreville avec 400 hommes au bâtard de Vaudémont pendant qu'il cherche à se créer une nouvelle armée. Le 1er novembre 1476, cette garnison sortit à dix heures du soir, traversa la forêt de Haye, surprit la garnison bourguignonne de Laxou et revint sans être inquiétée avec des prisonniers, 30 chevaux et du butin.
Pendant ce second siège de Nancy, un Lorrain (Suffren de Baschi, selon Digot ; Chiffron selon H. Lepage) maître d'hôtel du duc René fut pris et pendu par les Bourguignons ; René ordonna de faire subir le même sort aux prisonniers de Gondreville ; on les pendit le long de la route et on attacha aux cadavres un écriteau indiquant la cause de l'exécution.
Charles le Téméraire est défait et trouve et la mort le 5 janvier suivant lors de la bataille de Nancy.
En 1525, des bandes d'Alsaciens, les « Rustauds », envahirent la Lorraine, le comte de Guise, frère du duc Antoine, vint au secours des Lorrains ; Antoine séjourna à Gondreville, venant de Sorey au-devant de son frère. Les rustauds furent défaits à Saverne où l'on en fit un grand massacre (d'après plusieurs auteurs, notamment Auguste Digot et H. Lepage).

### Seigneurs, nobles et bourgeois
Le duc de Lorraine était maître et souverain seigneur à Gondreville. « À lui appartiennent toutes hauteurs et seigneuries, justices hautes, moyennes et basses, tous cens, rentes et revenus sans part d'autrui ». Pour recueillir tous ces profits, il avait un comptable qui portait le titre de receveur du Domaine. Dans la suite, le receveur est remplacé par un fermier ou administrateur, sorte d'adjudicataire qui se chargeait de percevoir les revenus et gardait la moitié.
La justice civile était rendue par deux magistrats, nommés échevins, élus tous les ans par les habitants. De même les habitants nommaient deux bausvards, gardiens du bau. Le prévôt, selon toute apparence jouait le triple rôle de procureur, président du tribunal et percepteur des amendes.
Pourvus du droit de nommer leurs magistrats et privés de seigneur (à quelque chose près), les bourgeois de Gondreville connurent la liberté ; en temps de paix, ou quand ils étaient assez forts pour braver l'ennemi, ils devaient jouir d'une sécurité et d'une prospérité assez rare il y a trois cents ans.
Aussi il fallait payer pour être admis à habiter Gondreville. Tout étranger qui voulait s'y fixer payait au prévôt un droit d'entrée et tous les ans une livre et demie de cire. Ces nouveaux venus s'appelaient les bourgeois de cire.
Sans compter les bourgeois, le prévôt et les gens de justice, bon nombre de personnages notables habitaient Gondreville au XVe siècle et au commencement du XVIe. Voici quelques noms.

#### Les seigneurs de Fontenoy
La famille de la Routte : André de la Routte, gentilhomme, capitaine des gardes de monseigneur le marquis et commissaire général en l'armée ; Magdelaine de la Routte. Ces personnages avaient plusieurs serviteurs, un receveur, un berger (1591), Gratian de Briey (1587), Anne de Brucy (1606), Christophe de Noyon ; Jean de Noyon, clerc juré, Catherine de Noyon (1590), Florentin de Noyon.
Millot de Kazar (1594)  
Monsieur de l'Epine, Catherine de Villiers sa femme (1594)  
Louise de Custine. Marguerite de Thuilliers  
Monsieur de Loupy et une foule d'autres qualifiés nobles hommes, les Maillot, les Philibert (ou Philbert), les Noirel, les Bailliy, les Picquart (ou Picart), les Vernier (Varnier) et Madame la nourrice de son altesse qui avait des serviteurs ; noble homme Demenge Frémy, secrétaire de son altesse.
On retrouve plusieurs de ces noms dans la liste des prévôts, gouverneurs, receveurs (d'après l'état civil).

### État civil - Noms de famille
En rappelant quelques faits d'histoire où se trouve mêlé le nom de Gondreville, on ne peut s'occuper beaucoup de la population elle-même, par la raison que les ouvrages consultés ne s'en occupent pas. Beaucoup d'auteurs ont écrit pour flatter les grands ; le peuple ne comptait pas ; et comme les petits ne savaient pas écrire, on ne sait rien d'eux. La vie intime de la population peut être partiellement révélée par les rares documents qui se trouvent encore à la mairie.
La seule source où a pu puiser l'instituteur pour sa monographie, de 1586 à 1738, est l'état civil. L'un des premiers actes, 4 janvier 1703, apprend la naissance de Jean Lagarde dont fut parrain « Noel Thrésor régent des écoles ?, les parrains et marraine ont dits ne scavoir escrire » (rature au registre).
Il est peut-être utile de dire quelques mots de l'état civil lui-même, comment les registres étaient tenus. On sait que les actes étaient surtout destinés à constater les baptêmes, mariages et enterrements ; si est employée l'expression : état civil, c'est pour plus de commodité.
Belle occasion de citer quelques actes « vicieux » qui sont les plus nombreux : en 1697, Jean Brenel, signe jean Bernel ; en 1706 Jacques Baret, fils de Claude Buret, signe Jacques Barat. On peut éventuellement considèrer comme synonymes : De Briey, De Brecy et de De Bruey ; Brioletz et Briolet ; Cretoffe et Christophe ; Chauconillon (Chauxcouillon) et Chauguillon, Channenetz, Chaunenel ou peut-être, Chauvenel ; Caré, Carez, Quaré, Carel, Donot, Doyot ; Fourgot, Fourcau, Fourcaux, Forcaux, Fourcaulx, Fourcault, Fourcaut ; Pied de bois, Pieddeu, Piedieu ; Poirson, Poiresson, Poierson, Pieresson, etc. Les nobles personnages eux-mêmes ne conservaient pas leur nom intact : le fils du prévôt Vernier, jadis Vuernier, s'appelait André Varnier ; les Picart avaient cinq ou six manières d'écrire leur nom.
Les rédacteurs d'actes se contentaient d'indications aussi imparfaites que celle-ci : l'enfant du gros Didier de cette ville ; Bernard le courdonnier ; Alizon servante ; Demenge fils à Gorgone de la bergerie ; Florentine tiserante, fille de Mathieu le tiserant ; Georges Berges de la communauté ; la grande Mego ; la deuxième femme de Benoit Doyotte. Il est évident que plusieurs de ces noms indiquent une profession. Les noms qui s'y prêtaient se mettaient au féminin quand ils désignaient des femmes : ex. Barbe Rivelle, fille à Mengin Rivel ; Florentin tiserante, déjà nommée, etc.
Cela suffisait, on y naissait sous un nom, quand on en recevait un, et on mourait sous un autre si on avait su s'en faire un.

### Épidémie, dysenterie, fièvre, pourpre (peste)
Avec l'année 1630 commence une période lugubre de l'histoire de Gondreville et de toute la Lorraine : la peste, la guerre, la famine s'abattirent à la fois sur la malheureuse région et firent d'une province riche, naguère, et très peuplée, un théâtre de désolation comme on en voit peu.
Rien que dans la prévôté de Gondreville, plusieurs villages furent complètement dépeuplés : Mont-le-Vignoble ne conserva que deux ou trois habitants ; Bagneux demeura longtemps désert ; Aingeray fut complètement ruiné ; Malzey ou Molzey, près d'Aingeray disparut pour toujours. 
Gondreville paraît cependant avoir moins souffert : un excédent de plus de 300 naissances sur les décès, en dix ans, dans une population qui ne fournit pas plus de onze mariages par an, dénote une situation florissante, une population vigoureuse, bien nourrie et qui ne demande qu'à vivre. C'est ce que les événements de 1630 et années suivantes ont arrêté pour toujours.
En 1630 ont été enregistrés 18 décès, dont six « de peste ». Le premier cas signalé par le registre des décès est du 4 octobre. « Le 4 octobre est mort de peste Chrestienne, fille à Chrestien Doiotte ». Mais entre le 28 mars et le 10 septembre, il n'y a pas d'acte inscrit et ce muet témoignage en dit déjà long quoiqu'il ne dise pas tout : les actes de baptêmes et de mariages ont été tenus comme à l'ordinaire ; quant aux décès, on avait renoncé à les compter.
Voici comment s'expriment les rapports rédigés à la suite des plaintes que les habitants font parvenir à l'autorité supérieure pour obtenir la décharge de leurs redevances :
- "La contagion ayant commencé à se manifester dès le 2 du mois d'avril, elle y aurait duré jusqu'environ le dernier août qui sont près de cinq mois pendant lesquels la maison du bac ayant été infesté par l'un des valets du remontrant, qui y serait mort de la maladie, lui (le fermier du bac) sa femme et sa famille auraient été menés aux loges et y détenus 40 jours entiers ? les passants allaient passer à Dommartin"
- "Une partie des habitants se seraient retirés qui çà qui là, où ils auraient vécu selon que mieux ils auraient pu ; les autres, restés dans la ville, cuisaient dans leurs maisons et pour ceux qui étaient aux loges, ils vivaient du pain que la communauté leur faisait cuire en une maison particulière (fermiers des fours banaux)"
- "Le trafic et le commerce auraient été interdits aux remontrants, lesquels, pouvant ce temps, outre les pertes particulières par eux souffertes, auraient été contraints de contracter des dettes pour plus de 400 f. pour subvenir au soulagement des affligés. Durant lesquels mois seraient mortes de la contagion 240 personnes, dont les conduits de Gondreville se trouvent diminués de plus de 36".

C'est-à-dire que dans ces cinq mois, 36 ménages payant impôt avaient disparu.
Le sieur Philbert, capitaine de Gondreville, reçut pour les habitants 20 resaux de blé du duc de Lorraine.
Le 20 décembre (1630) mourut aux loges Claudin Thomas qui avait agréé quelques maisons, et inhumé devers la Garaine.
Les loges étaient des baraquements établis en plein champ où l'on isolait les pestiférés. L'acte de décès ci-dessus peut faire admettre que les loges de Gondreville se trouvaient au lieu-dit la Garenne. Le pauvre Thomas, chargé sans doute de les réparer et approprier, y avait contracté la maladie et n'avait pas revu Gondreville.
Du 22 janvier au 2 avril 1631, seule figure cette mention : dix morts de peste. Puis vient une liste lamentable de plus de cent personnes, mortes dans le courant de l'année. Il n'est plus possible de savoir s'il n'y a eu personne d'oublié, comme l'année précédente. Voici quelques particularités relevées dans les actes :
- 6 avril, est morte de peste ou pourpre Marguerite Moulot, femme de Didier Denhen.
- 19 avril est mort Didier Denhen et un enfant de Christophe Morelet, inhumés vers Belle Seille, et une fille de Didier Denhen, inhumée au cymetière.
- 22 avril, la femme de Christophe Morelet - Belle Seille.
- Chauvin Langlois inhumé vers la Garenne.
- Barbe femme Grandidier, id. et plusieurs autres.
- Le 2 mai est morte et bruslée en sa loge, Barbe femme de Georges Gérard".
- Le feu au milieu des malades !
- Le 17 mai est mort sur le bateau le gros Didier Du mesnil.
- Le XXIIe may est morte aux Charmois, Didiere femme de Nicolas Estienne".
- Au niesme iour un serviteur de jean Estienne
- Le XXVIIe may est morte aux Charmois Libaire femme de Pierre Blaise.
- Le dernier may est mort Pierre Blaise vers le Charmois.
- Le second juin est mort aux Charmois Nicolas Estienne
- Le Ve juin esr morte au Charmois la femme de Bastien Virton
- Le VIe la fille de Bastien Virton est morte au Charmois
- Le VIIe est morte au Charmois Jeanne fille de Pierre Blaise." Puis le berger du Charmois, la fille de Nicolas Estienne nommée Catherine, un des enfants du berger, un enfant de Nicolas Estienne, tous du Charmois.

Voilà comment disparaissaient les familles. Si la terre du Charmois demeura inculte plusieurs années de suite, il ne faut pas s'en étonner. (le Charmois est une ferme).
- 8 août, la grand fille de Christophe Doistte morte au Bois Juré.
- Du 8 août au 3 octobre, il n'y a pas de décès enregistré. Est-ce bon ou mauvais signe ?
- D'octobre à la fin de l'année, il n'y eut que quatre morts, et du haut en bas de la marge on peut lire cette apostille : non de peste.

Et voici des imprudences qu'on ne craignait pas de commettre. Dame Jeanon, veuve de Gaigne Denier "laquelle a donné cent francs à la cure de Gondreville pour avoir un service tous les ans" est inhumée dans l'église.
On enterrait souvent dans l'église. Un seigneur, un personnage notable, un bienfaiteur était sûr d'y avoir sa place. Il est assez habituel d'entendre dire que les anciens, qui prenaient moins de précautions qu'actuellement, ne s'en portaient pas plus mal. Il est plus juste de dire qu'ils étaient quelquefois visités par des épidémies qui n'existent plus.
Le mal fut moins terrible en 1632 ; il n'y eut que 49 décès. Pourtant quelques familles furent bien éprouvées. Jean Moineau et ses trois enfants moururent au mois de mars.
- Le second avril est morte Claudine la Fosse
- Puis deux cinq de ses enfants
- Puis six de ses enfants"

Textuel y compris rature et surcharge.
Du 29 décembre 1632 au 19 avril 1633, pas d'autre ; non plus du 20 novembre 1633 au 7 février 1634. Au mois de juin 1635 le rédacteur des actes a inscrit cette indication : Epidémie, dissenterie, pourpre, fièbre, xxxxxxx (mot illisible, peut-être suédois). Pour cette année existent 80 actes, au nombre desquels celui de mtre Jacques Gillequin, maître d'école enterré dans l'église.
En 1636, il y eut 231 décès.
On s'était évidemment partagé les orphelins : « Le XIIIe août sont morts trois enfants, un de cheu le grand Blaise, un de cheu Jacques Bruson, un de cheu Demenge Poierson ».
Quand l'enfant mourait chez ses parents on s'exprimait ainsi : un enfant de Claude Christophe, un enfant de Demenge Poinsot, etc.
À ces misères s'ajoutent celles de la guerre, une guerre de brigands armés. On frémit encore en lisant le détail des atrocités commises par les Suédois, les Hongrois, les Croates ou Cravates, les Français aussi, les troupes du roi très chrétien, et les bandes de Lorrains armés qu'on appelait Cravates, parce qu'ils étaient aussi féroces que les plus féroces ennemis.
Ainsi en septembre 1630, Jean Comte est mort ou tué au bois.
- 4 mars 1632 fut tué à Laxou par des soldats Demange du mesnil.
- Le 23 mars est mort Jean Ramboulet d'un coup d'épée donné par un soldat.
- 27 avril 1636 est morte la femme de Jean Lorrain d'un coup « d'espée qu'el a reccu des Suédois vers le bois ».
- 10 octobre enterré à Toul Jean Fremy mort d'un coup de pistolet.
- 1637, Pierre Briolet " assiné et tué par des soldats".
- 1640 Estienne Trotot tué au bois par des Croates.

On ne fera jamais le compte de ceux dont le cadavre a disparu ; qui ont été battus, blessés, enlevés.
Tous ces attentats ont été commis dans les champs ou les bois, ce qui ferait supposer que l'ennemi n'était pas dans la ville et s'attaquait uniquement à ceux qui en sortaient. Les habitants étaient donc à peu près continuellement bloqués, et les paysans ne pouvaient sortir, prendre soin de leurs champs, sans s'exposer à quelque violence.
Pendant ce temps il fallait souffrir de la faim "les charognes, les animaux morts d'eux-mêmes étaient recherchés avec avidité et regardés comme un grand régal. Les fruits sauvages, les racines champêtres, les glands se vendaient communément au marché pour la nourriture de l'homme. Les terres demeuraient friches, se chargeaient de bois et nourrissaient une infinité d'animaux venimeux". À Gondreville, en 1636, plusieurs gagnages sont friches ; les propriétaires et laboureurs ne peuvent payer une redevance de 26 resaux de blé.
La misère devint si grande « qu'en devers endroits il s'est trouvé que les père et mère ont mangé leurs enfants, et les enfants leurs père et mère » (registres des receveurs). Du côté de Château-Salins une fille fut convaincue d'avoir tué sa mère pour la manger ; aux environs de Pont-à-Mousson un jeune enfant fut dévoré par des jeunes garçons plus grands que lui; à Delme, on déterra des cadavres pour les manger.
Les anciens ont dû cela au roi Louis XIII, dit le Juste, et à Richelieu, l'un des plus grands ministres de la monarchie. Les fortifications furent rasées par ordre de Richelieu et la ville fut exposée à toutes les exactions des gens de guerre. En 1671, une armée française s'arrêta trois jours à Gondreville et n'y laissa rien.
On reconstitua à la hâte quelques familles par les mariages qui pouvaient se faire ; il y eut 30 mariages en quatre ans, 1637-1640, mais l'effort ne fut pas long : Gondreville était réellement épuisé. En 1641 il y a 4 mariages et 5 décès ; en 1642, 2 mariages, 9 décès ; en 1643, 3 mariages, 0 décès. Ceux qui avaient traversé tant d'épreuves avaient la vie dure. Les registres manquent de 1643 à 1663 pour les mariages et les décès, et de 1636 à 1663 pour les naissances. 20 ans après la peste, de 1663 à 1673, la moyenne est de 15 pour les naissances, 4 pour les mariages, et 7 pour les décès. Ces chiffres, comparés à ceux de 1620-1629, prouvent suffisamment que la population était diminuée de plus de moitié.
Pendant la période de 1630-1636, on compte 754 morts, 196 naissances. Déficit : 558
Cède, transporte et abandonne aux sœurs Marie-Anne Prévet et Anne Richy, maîtresses d'école, pour elles et celles qui leur succéderont, la somme de 650 livres, à lui due par le sieur Étienne Gauvain. La rente de cette somme est destinée aux réparations nécessaires à la maison d'école, sous la surveillance du chapelier de l'église de Gondreville. Si le sieur Gauvain vient à se libérer, les s?urs pourront délivrer quittance et devront constituer un bien fond dont le revenu servira aux mêmes fins que la rente des 650 livres.
Vers 1850, les écoles et la mairie ont été réunies dans un même bâtiment.

### Création des différents quartiers et zones de Gondreville
- Vers 1500 : Faubourg de la Grève, créé avec l'usine de filature
- Les années 1950 : Le quartier du Coucou et des alentours (entre la D 400 et l'autoroute A31)
- Les années 1960 : La côte Noirel et les alentours (route de Fontenoy)
- de 1978 aux années 82 : lotissement du Mont-Champ I
- 1991 : ZAC de la Croix Saint-Nicolas (au bord de la D 400 et D 90)
- 1995 : ZI de Gondreville-Fontenoy (date de création) - 1re construction en 2000.
- 1997 à 2001 : lotissement du Mont-Champ II
- 2000 : Clos de la Bergerie
- 2005 : Clos de la Tuilerie (au bord de la D 400)
- 2021-2022 : Lotissement "le Chant du Coucou" (18 maisons entre la D400 et l'A31, chemin du Coucou). 1ère construction début 2023.

### Histoire récente
De 2002 au 31 décembre 2012, Gondreville faisait partie de la communauté de communes du massif de Haye.
Du 1er janvier 2013 au 31 décembre 2016, elle fait partie de la communauté de communes de Hazelle en Haye. Depuis le 1er janvier 2017, elle appartient à la communauté de communes Terres Touloises.
Gondreville est l'une des 8 communes les plus riches de la région Lorraine (en revenu par habitant). Sources : journal de l'Est-Républicain du 30/01/2009.[réf. nécessaire]
Gondreville est devenue l’un des plus beaux villages lorrains en 2023. [réf. nécessaire]

## Politique et administration
| Période                                  | Période                   | Identité                                        | Étiquette | Qualité                              |
| ---------------------------------------- | ------------------------- | ----------------------------------------------- | --------- | ------------------------------------ |
| Les données manquantes sont à compléter. |                           |                                                 |           |                                      |
| 1789                                     |                           | Pierre Lance                                    |           |                                      |
| avant 1967                               | ?                         | Jacques Boulanger                               | DVD       | Chef comptable                       |
| mars 1989                                | mars 2001                 | Bernard Poty                                    |           |                                      |
| mars 2001                                | mars 2014                 | Marc Courtois                                   | DVD       | Président de la CC du Massif de Haye |
| mars 2014                                | En cours (au 25 mai 2020) | Raphaël Arnould, Réélu pour le mandat 2020-2026 | MR        | Cadre de la fonction publique        |

## Démographie
L'évolution du nombre d'habitants est connue à travers les recensements de la population effectués dans la commune depuis 1793. Pour les communes de moins de 10 000 habitants, une enquête de recensement portant sur toute la population est réalisée tous les cinq ans, les populations de référence des années intermédiaires étant quant à elles estimées par interpolation ou extrapolation. Pour la commune, le premier recensement exhaustif entrant dans le cadre du nouveau dispositif a été réalisé en 2005.

En 2022, la commune comptait 2 643 habitants, en évolution de −6,38 % par rapport à 2016 (Meurthe-et-Moselle : −0,13 %, France hors Mayotte : +2,11 %).
| 1793  | 1800  | 1806  | 1821  | 1831  | 1836  | 1841  | 1846  | 1851  |
| ----- | ----- | ----- | ----- | ----- | ----- | ----- | ----- | ----- |
| 1 015 | 1 045 | 1 055 | 1 010 | 1 060 | 1 307 | 1 365 | 1 403 | 1 658 |

| 1856  | 1861  | 1872  | 1876  | 1881  | 1886  | 1891  | 1896  | 1901  |
| ----- | ----- | ----- | ----- | ----- | ----- | ----- | ----- | ----- |
| 1 442 | 1 504 | 1 385 | 1 472 | 1 365 | 1 418 | 1 273 | 1 307 | 1 238 |

| 1906  | 1911  | 1921  | 1926  | 1931 | 1936 | 1946 | 1954  | 1962  |
| ----- | ----- | ----- | ----- | ---- | ---- | ---- | ----- | ----- |
| 1 264 | 1 243 | 1 005 | 1 034 | 994  | 952  | 937  | 1 158 | 1 311 |

| 1968  | 1975  | 1982  | 1990  | 1999  | 2005  | 2006  | 2010  | 2015  |
| ----- | ----- | ----- | ----- | ----- | ----- | ----- | ----- | ----- |
| 1 274 | 1 476 | 1 592 | 2 145 | 2 215 | 2 841 | 2 845 | 2 809 | 2 828 |

| 2020  | 2022  | - | - | - | - | - | - | - |
| ----- | ----- | - | - | - | - | - | - | - |
| 2 672 | 2 643 | - | - | - | - | - | - | - |

Gondreville est la 3e commune du Toulois (derrière Toul et Écrouves - Foug n'est pas très loin en population). Entre 1999 et 2008, la commune a l'un des plus forts taux de croissance en Meurthe-et-Moselle par rapport à sa population (+ 622 hab. soit une croissance de 28,08 % en 9 ans). Depuis 2005, la croissance démographique ralentie, vu qu'il n'y a plus de projet de lotissement, ce qui signifierait une stagnation de la population dans les années à venir. Pourtant la commune est bien située géographiquement.

## Économie
Autrefois agricole, la commune s'est très vite développée à partir des années 1970, grâce aux créations de ZAC (ZAC Bois du Tambour (année 70), ZAC de la Croix Saint-Nicolas (1991), Zone Industrielle Internationale (1995) et Zone Portuaire (en projet depuis les années 80).
(données au 5 juillet 2019) : 2 cafés, 2 boulangeries, 1 supermarché Carrefour Contact, 1 kébab, 1 pizzéria, 2 garages de véhicules, 2 salons de coiffure, 3 dentistes, 3 docteurs généralistes, 1 pharmacie, plusieurs infirmiers, 3 kinés...
Quelques entreprises (diverses) : Bergerat Monnoyeur, Groupe Prêt à Partir, Atlas (1973-2014) remplacé par Conforama dès 2014 et qui fermera ses portes fin 2019, début 2020. Fly (ouvert dans les années 80 et fermé en novembre 2018), Carrefour Contact, Centrale d'achat LIDL, Transports Piot-Prêt à partir, Transport Leray, Transport Frigo54, Centre d'affaires, Weymuller... et une cinquantaine d'autres plus petites.
Agriculteurs : ferme du Charmois, ferme du Fays (entre Gondreville et Villey-le-Sec), ferme Morel. Il ne reste quasiment plus aucun "petit" agriculteur, Il y a encore 40 ans, il y en avait plus du double, des petites fermes.

### Secteur primaire ouagriculture
Le secteur primaire comprend, outre les exploitations agricoles et les élevages, les établissements liés à l’exploitation de la forêt et les pêcheurs.
D'après le recensement agricole 2010 du Ministère de l'agriculture (Agreste), la commune de Gondreville était majoritairement orientée sur la production de céréales et d'oléagineux sur une surface agricole utilisée d'environ 1084 hectares (au delà de la surface cultivable communale) en augmentation depuis 1988 - Le cheptel en unité de gros bétail s'est renforcé de 239 à 287 entre 1988 et 2010. Il n'y avait plus que 10 exploitations agricoles ayant leur siège dans la commune employant 11 unités de travail.

## Culture locale et patrimoine

### Lieux et monuments
- Présence gallo-romaine : substructions de villa, vestiges de pont antique sur la Moselle, sépultures.
- Ancien château fort des ducs de Lorraine mentionné en 727. Louis le Pieux ainsi que Charles le Simple y firent des séjours. Reconstruit en dur en 1147 par le duc Mathieu Ier de Lorraine. Donné en 1726 au profit des Frères de la Charité par Emmanuel Maurice d'Elbeuf, ils le détruisirent en 1751.
- Château d'Emmanuel Maurice d'Elbeuf, fondé en 1721 (devenu hôpital des années 1950 à 2006 ; à partir de 2008-2009, il devient les Résidences des Ducs (des logements)
- Porte "d'En-Haut" datant du Moyen Âge, de l'ancienne enceinte du bourg
- Ancienne maison de justice XVIe siècle,
- Nombreux vestiges XVe et XVIe dans le village.
- Maison dite des Dîmes XVIe, escalier, jardin, ancien grenier de la recette de la Prévoté de Gondreville, inscrite au titre des monuments historiques par arrêté du 26 novembre 1993[34].
- Lavoir monumental l'un des plus grands lavoirs de Lorraine
- Fort de Gondreville.
- La place de la Fontaine (anciennement les 3 poteaux) - située au centre, réaménagée et créée en 1992 ; avec la destruction du château d'eau en 1992.

#### Site spéléologique
- Trou de la Carrière ;
- Grotte du Chaos, première plus grande grotte du département de Meurthe-et-Moselle, en termes de développement connu, et la huitième plus profonde de ce même département.
- Grotte du Géant.
- Trou de Gondreville.
- Trous de la Halte.

#### Édifices religieux
- Église de l’Assomption de la Vierge, datant du XVIIIe siècle avec chemin de croix complet peint sur tôle de fer par Pierre-Dié Mallet
- Fontaine de dévotion dite des Trois Saints (Antoine, Sébastien, Fiacre), restaurée XIXe siècle.

### Personnalités liées à la commune
- Ferry IV de Lorraine
- Antoinette de Lorraine (1568-1610), duchesse-régente de Clèves et Juliers
- Maurice Frimont (1747-1811), général de brigade
- Emmanuel Maurice d'Elbeuf

### Héraldique
| Blason de Gondreville (Meurthe-et-Moselle) | Blason  | Coupé : au 1er d'azur à la bande d'argent chargée d'un corbeau de sable, au 2e d'azur à la gerbe de blé d'or liée de même; le tout surmonté d'un chef coupé d'un parti de trois: au I fascé d'argent et de gueules de huit pièces, au II d'azur semé de fleurs de lis d'or brisé en chef d'un lambel de gueules, au III d'argent à la croix potencée d'or et cantonnée de quatre croisettes du même, au IV d'or à quatre pals de gueules, au V d'azur semé de fleurs de lis d'or, à la bordure de gueules, au VI d'azur au lion contourné d'or à la queue fourchue, armé, lampassé et couronné de gueules, au VII d'or au lion de sable, armé et lampassé de gueules, au VIII d'azur semé de croisettes recroisetées au pied fiché d'or, à deux bars adossés du même brochants, sur le tout d'or à la bande de gueules chargée de trois alérions d'argent. |
| Blason de Gondreville (Meurthe-et-Moselle) | Détails | Le statut officiel du blason reste à déterminer. |